# Godspell

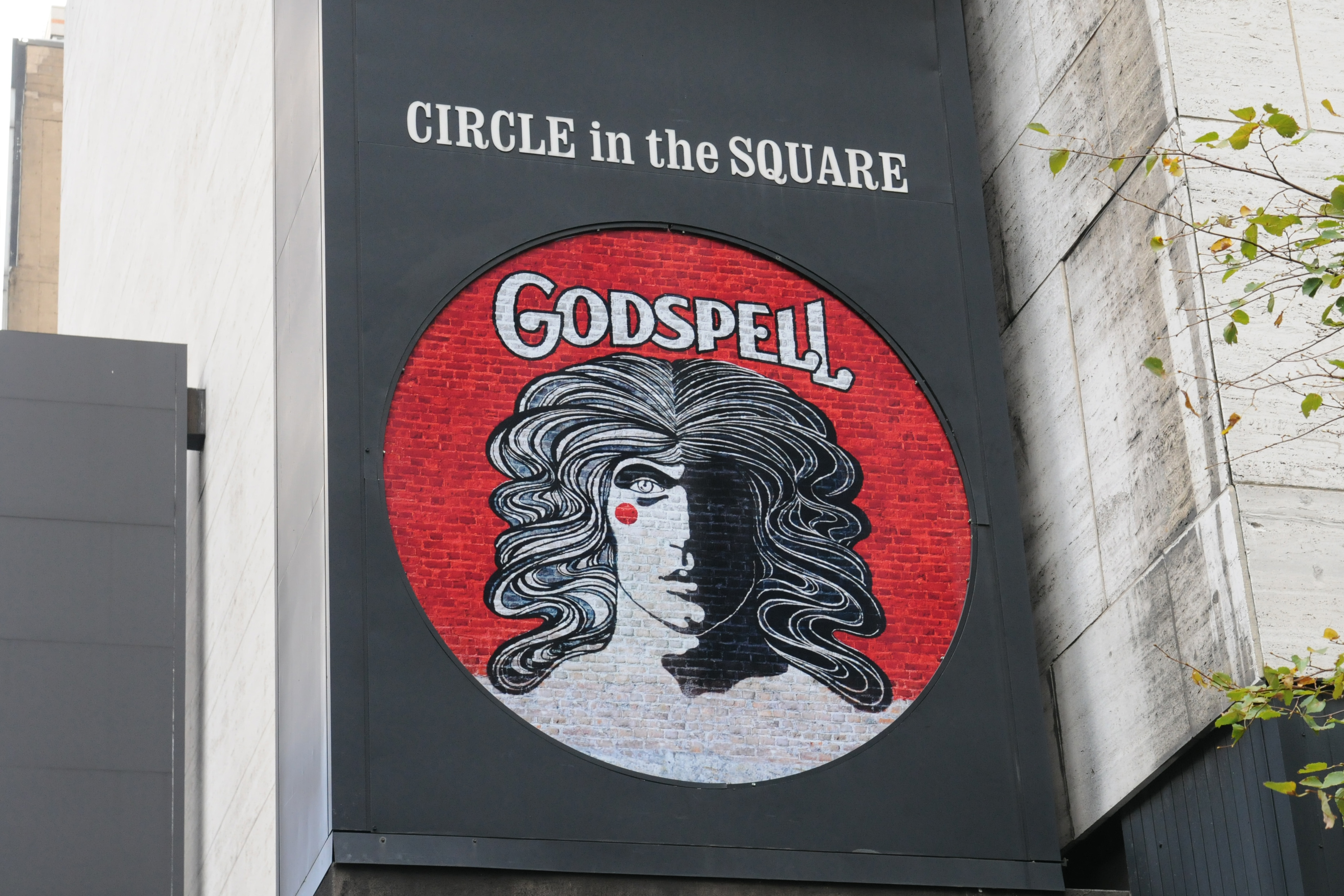
Cartaz no Square Theatre on Broadway, para apresentação do musical Godspell, em 2011.

Godspell é um musical escrito por Stephen Schwartz e John-Michael Tebelak. Estreou na Broadway em 17 de maio de 1971, e foi reapresentado por varias companhias diversas vezes desde então. Vários álbuns com a trilha sonora do musical já foram lançados ao longo dos anos e uma de suas músicas, "Day by Day", do álbum original, alcançou o número 13 na lista da revista Billboard no verão de 1972. 
A estrutura do musical é a de uma série de parábolas, retiradas principalmente do Evangelho de Mateus. Estes são, entretanto, intercaladas com uma variedade de músicas modernas com origem principalmente nos antigos hinos cristãos, a Paixão de Cristo é tratado brevemente no final da performance. A ideia do musical vem de um projeto realizado por estudantes universitários da Carnegie Mellon University, que depois virou uma produção da Broadway que acabou sendo um sucesso de longa data. A ideia do musical foi também de servir como um contraponto ao musical Hair, pois sua proposta enfatiza o legado do cristianismo e principalmente da personagem de Jesus de Nazaré como o filho de Deus e salvador da humanidade.
O musical estreou um ano após o musical Jesus Cristo Superstar, que também é um musical com temas religiosos.
Em 2016, em sua mais recente montagem oficial no Brasil, estreou em São Paulo dessa vez pela Direção de Dagoberto Feliz e produção de Carlos Alberto Júnior. O Estado de São Paulo considerou Godspell como "O melhor Off-Broadway de 2016" em paralelo a montagem de Urinal, a mais premiada produção de 2015, que também nascera do estilo Off-Broadway. 
No elenco, grandes nomes como Leonardo Miggiorin, Beto Sargentelli, Gabriela Medvedovski e um time de talentosos atores. O Musical retornou para uma turnê em 2017 por algumas cidades do Estado de São Paulo. Beto Sargentelli foi indicado como “Melhor Ator” ao Prêmio Arte Qualidade Brasil e Dagoberto Feliz foi premiado ao mesmo prêmio como o "Melhor Diretor" em 2016.
Em 2012, uma remontagem do musical estreou no Teatro Commune, em São Paulo. Com direção de Kléber diLázzare e produção de Janaína Lince e Evandro Martins Fontes. Inaugurando o estilo off-Broadway na cena de Teatro Musical paulistana, a montagem estrelou Anna Toledo, Aline Leite, Arthur Berges, Carlos Sanmartin, Davi Tápias, Igor Miranda, Janaína Lince, Louise Helene, Mariana Elisabetsky, Pier Marchi, Renata Versolato e Guilherme Lazzary. Na segunda temporada do musical, em novembro de 2013, as atrizes Luciana Milano e Kotoe Karasawa integraram o elenco em substituições.
O programa apresenta oito personagens não bíblicos, que cantam e interpretam as parábolas: Gilmer (bobo, um grande contador de histórias); Robin (uma moleca); Herb (pateta e divertida); Jeffrey (feliz e animado); Joanne (ansiosa e entusiasmada); Lamar (desajeitado e involuntariamente engraçado); Peggy (tímida e leal); e Sonia (dramática com alguma sensualidade). o roteiro original, licenciado pelo Theatre Maximus, os personagens "Cristo" e "João" e "Judas" recebem os nomes dos artistas originais, Stephen e David.
No roteiro revisado usado para o renascimento da Broadway em 2011, os nomes do elenco são novamente atribuídos aos papéis não bíblicos: Nick, Telly, George, Anna Maria, Lindsay, Uzo, Morgan e Celisse. Cada personagem também recebe algumas características. Um conjunto também pode ser adicionado à produção, se necessário.
Todos os dez atores estão no palco durante toda a produção.